# Eagles
Gli Eagles sono un gruppo musicale rock statunitense formatosi a Los Angeles nel 1971.
Annoverati tra i più grandi complessi della musica country rock degli anni 70, sono considerati tra i gruppi musicali più popolari della storia della musica contemporanea; la band ha ottenuto un ampio successo commerciale riuscendo a vendere oltre 200 milioni di dischi in tutto il mondo, di cui la metà negli Stati Uniti, pubblicando alcuni dei dischi più popolari di sempre come Their Greatest Hits (1971-1975) che risulta il disco più venduto nella storia statunitense con oltre 40 milioni di copie raggiunte.
Il loro lavoro in studio di maggior successo è Hotel California, quinto disco del gruppo, che ha venduto oltre 33 milioni di copie in tutto il mondo.
La band era originariamente composta da quattro membri: Glenn Frey, Don Henley, Bernie Leadon e Randy Meisner; dopo vari cambiamenti di formazione e una lunga pausa dal 1980 al 1994, il gruppo si è sciolto nel marzo 2016, a causa della morte di Glenn Frey avvenuta due mesi prima, per poi riunirsi nel 2017.
Il loro stile risente dell'influenza di vari generi, quali il country rock, l'hard rock, il rock 'n' roll, il folk rock e il soft rock. Nel corso della loro carriera, oltre alle numerose raccolte gli Eagles hanno pubblicato sette album in studio e tre album dal vivo ufficiali.

## Storia

### La nascita e il primo album
Il gruppo nacque nel 1971 per opera dei fondatori Glenn Frey (chitarra) e Don Henley (batteria), già membri della band di supporto di Linda Ronstadt, con l'aggiunta di Bernie Leadon (chitarra, banjo e mandolino) e Randy Meisner (basso). Con questa formazione il gruppo pubblicò nel 1972 il primo album, Eagles. Il lavoro, sorretto da alcune hit di successo come Take It Easy e Witchy Woman, fece conoscere la band a tutta l'impresa discografica dell'epoca; in breve tempo, gli Eagles diventarono il punto di riferimento della musica della west coast di quel periodo alla stregua di un'altra band dell'epoca, i Poco.

### Cambio di stile:DesperadoeOn the Border
Dopo il secondo album Desperado (accolto tiepidamente dal pubblico) gli Eagles optarono per un cambio di stile, con influenze più rock che country. Nel 1974, con l'ausilio di un nuovo elemento (alla chitarra acustica Don Felder) la band pubblicò On the Border, in cui si trova il loro primo singolo da prima posizione in classifica: The Best of My Love.

### Le tensioni e poi il capolavoro:Hotel California
Col successo, però, si originarono alcune tensioni all'interno della band. Leadon, decisamente orientato al country, non apprezzava la svolta elettrica in corso. All'indomani della pubblicazione del quarto lavoro della band (One of These Nights), nel 1975, Leadon abbandonò la formazione.
Leadon venne rimpiazzato da un chitarrista dall'anima decisamente rock, Joe Walsh. L'anno seguente gli Eagles pubblicarono Hotel California riconosciuto generalmente come il loro capolavoro. Il successo di vendite e di critica proiettò la band nell'Olimpo del rock, dando un impulso deciso anche alla raccolta pubblicata pochi mesi prima, Their Greatest Hits (1971-1975), che si avviò rapidamente verso il record assoluto di vendite negli USA.

### L'inizio della crisi

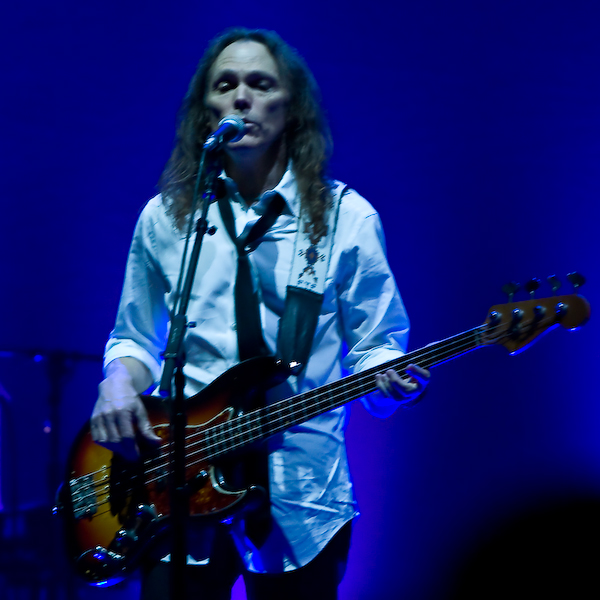
Timothy B. Schmit

Il maggiore successo coincise anche con maggiori lacerazioni in seno al gruppo: il bassista Randy Meisner gettò la spugna dopo diversi contrasti con i compagni d'avventura e il suo posto venne preso da Timothy B. Schmit (reduce dall'esperienza maturata con i Poco, in cui aveva sostituito lo stesso Meisner).
Il gruppo entrò però in crisi creativa, le canzoni faticavano a uscire dalle penne dei cinque membri e prima di vedere l'uscita del nuovo album passarono tre anni (un tempo considerevole per una band solita pubblicare un LP all'anno). The Long Run, il sesto album della band, uscì sul finire del 1979, ma soffrì del clima non certo idilliaco in cui fu partorito. Il consumo di alcool e droga aveva portato alla degenerazione dei rapporti personali in seno alla band.
L'ultimo concerto prima di una lunga pausa (senza tuttavia uno scioglimento ufficiale del gruppo) si tenne il 31 luglio 1980 e terminò con un furioso litigio tra Frey e Felder; nello stesso anno venne pubblicato un doppio album dal vivo, Eagles Live, e nel 1982 una seconda raccolta, Eagles Greatest Hits, Vol.2.

### Il ritorno al successo

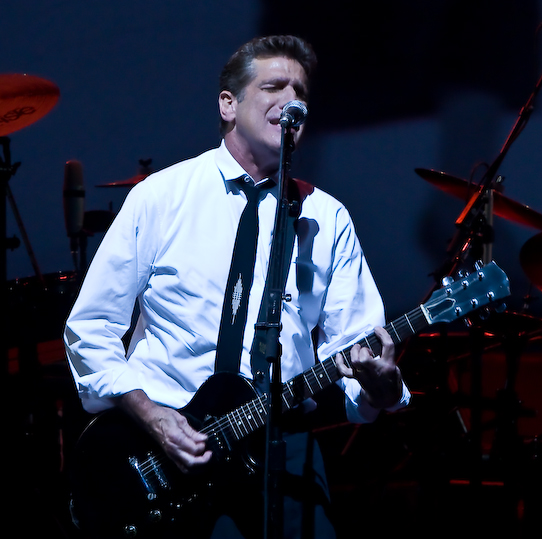
Glenn Frey in concerto (2008)

Gli anni ottanta videro gli ex membri della band tentare la carriera solista: Frey e soprattutto Henley riuscirono a costruire un discreto successo, gli altri membri invece si divisero tra album solisti scarsamente rilevanti e collaborazioni con altri artisti.
Don Henley nel 1984 pubblicò il suo secondo album da solista, Building the Perfect Beast che ottenne un buon successo con il singolo di lancio The Boys of Summer, pubblicato nello stesso anno; la canzone raggiunse la posizione numero 5 negli Stati Uniti e la numero 12 nel Regno Unito e fu inclusa da Rolling Stone alla posizione numero 416 nella lista delle 500 migliori canzoni di tutti i tempi. Successivamente The Boys of Summer venne inserita nella scaletta degli Eagles e comparve nel DVD live Farewell 1 Tour - Live from Melbourne, pubblicato nel 2005.
Nel corso degli anni l'interesse del pubblico per gli Eagles non era diminuito, e nel 1993 venne decisa la realizzazione di un CD tributo alla band, con i loro pezzi migliori cantati dalle voci country più in voga; il disco vendette oltre tre milioni di copie.
Gli Eagles, ritrovatisi sul set del video musicale di lancio del CD, maturarono la decisione di rimettersi in attività, avendo per lo più superato le proprie difficoltà nei rapporti.
Negli anni precedenti tutti i membri della band erano parsi categorici nel negare una reunion del gruppo. Don Henley era arrivato ad affermare pubblicamente che ciò sarebbe accaduto quando l'inferno si fosse congelato. Nel 1994 Hell Freezes Over ("L'inferno si congela") segnò il ritorno degli Eagles sulla scena con Timothy Drury alle tastiere. L'album contiene quattro inediti registrati in studio, più un live dei loro maggiori successi. L'iniziativa fu premiata ancora una volta da un successo di vendite. Il tour susseguente la pubblicazione del disco si prolungò per due anni (dal 1994 al 1996) e divenne una delle tournée di maggior successo della storia della musica rock. Il DVD di Hell Freezes Over è, ad oggi, uno dei DVD più venduti di sempre.
Tra lunghe tournée e periodi di distacco, l'attività della band procedette più che altro sulla forza dei vecchi successi. Nel 1998 gli Eagles furono inseriti nella Rock and Roll Hall of Fame e nel 2001 entrarono nella Vocal Group Hall of Fame.

### Il nuovo millennio e il nuovo albumLong Road Out of Eden
Nel 2001 a febbraio, venne improvvisamente licenziato Don Felder per dissidi economici con Henley e Frey; il gruppo tornò a essere un quartetto, ma si rimise subito on the road per celebrare il trentennale.
Nel 2003 uscì un nuovo singolo, Hole in the World, che anticipava la nuova raccolta di successi del passato The Very Best Of, pubblicata negli Stati Uniti il 25 settembre dello stesso anno.

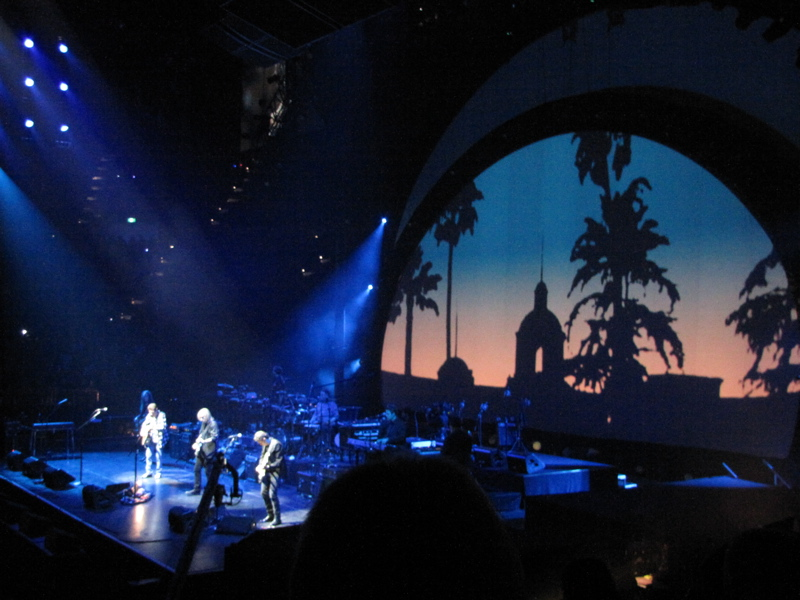
Gli Eagles in concerto (Australia, 2010)

Nel 2004 partì l'ennesimo tour che culminò nel 2005 con l'uscita del nuovo DVD live della band Farewell I - Live from Melbourne contenente due canzoni inedite. Il 2006 vide la band impegnata ulteriormente nel vecchio continente con l'ultima parte del Farewell I tour e con la novità di un nuovo album in studio, Long Road Out of Eden, più volte rinviato, uscito in Italia il 26 ottobre 2007. Il nuovo singolo How Long (il titolo si riferisce verosimilmente alla lunga attesa dei fan per un nuovo disco, ma è una cover di J. D. Souther che fu coautore di molti loro successi del passato) vedeva come lead vocalist Glenn Frey e Don Henley.
L'album (doppio) ha una track list lunghissima rispetto agli album precedenti (che uscirono tutti quando gli unici supporti erano il vinile e la cassetta analogica), venti canzoni - undici sul primo CD e nove sul secondo, e dava quindi spazio ai quattro membri per soddisfare i fan diversamente legati a ognuno di loro.
In seguito alla pubblicazione e la promozione del nuovo album il gruppo iniziò una serie di tour, il Long Road Out of Eden Tour che durò più di quattro anni per finire nel tardo 2011.

### History of the Eagles, la morte di Glenn Frey e lo scioglimento
Nel 2013 il gruppo intraprese un nuovo tour in Nord America per promuovere il documentario History of the Eagles, pubblicato a febbraio dello stesso anno. Il tour vedeva il ritorno nella formazione di Bernie Leadon, mentre la presenza di Randy Meisner, pur auspicata dalla band, non fu possibile a causa dei problemi di salute del bassista e cantante.
La band annunciò per il 2016 un tour per celebrare i quarant'anni dalla pubblicazione di Hotel California, oltre la possibile uscita di un nuovo album.
Tuttavia la sera del 18 gennaio 2016 si spense Glenn Frey all'età di sessantasette anni. La morte fu causata dall'artrite reumatoide, malattia di cui soffriva il chitarrista da qualche tempo, e dalle complicazioni di un'operazione all'intestino. L'annuncio venne dato dal sito ufficiale degli Eagles alle ore 22:50: «È con grande dispiacere che informiamo della scomparsa del nostro compagno e fondatore degli Eagles Glenn Frey, avvenuta a New York lunedì 18 gennaio 2016. Glenn ha combattuto nelle ultime settimane una battaglia coraggiosa». Egli è stato uno dei principali scrittori e parolieri degli Eagles a partire dagli anni '70. La band lo tributò alla cerimonia di premiazione dei Grammy Awards il mese successivo, eseguendo il celebre brano Take It Easy insieme a Jackson Browne.
Il 10 marzo 2016 il batterista Don Henley annunciò in un'intervista alla BBC Radio 2 che la band aveva deciso di sciogliersi a causa della morte di Glenn Frey avvenuta due mesi prima, pertanto il tour annunciato non avrebbe avuto luogo.

### Reunion, la morte di Randy Meisner e il tour di addioThe Long Goodbye Tour(2017-presente)
Contrariamente da quanto dichiarato da Don Henley l'anno precedente, gli Eagles decisero di riunirsi per alcuni concerti, annunciando l'ingresso in formazione di Deacon Frey (figlio di Glenn) insieme a un altro ospite speciale, poi rivelatosi essere il noto cantante country Vince Gill.
Il 20 agosto 2018 la Recording Industry Association of America ha certificato ufficialmente trentotto milioni di copie vendute per la raccolta Their Greatest Hits (1971-1975), che è dunque diventato il disco più venduto di sempre negli Stati Uniti superando Thriller di Michael Jackson. Lo stesso giorno sono state certificate anche i ventisei milioni di copie di Hotel California, che nella medesima classifica sale al terzo posto dietro Thriller.
Il 25 luglio 2023 è morto il co-fondatore, bassista ed ex membro degli Eagles Randy Meisner a causa di complicazioni dovute a una broncopneumopatia cronica ostruttiva. In un comunicato stampa che conferma la notizia, la band ha descritto Meisner come "parte integrante degli Eagles e determinante per i primi successi della band".
Il 6 luglio 2023, la band ha annunciato il tour d'addio, il The Long Goodbye Tour, che è iniziato il 7 settembre 2023 al Madison Square Garden di New York, e si protrarrà fino al 2025.

## Stile musicale
Gli Eagles si incanalarono lungo la scia del folk rock dei Byrds e poi del country rock dei Flying Burrito Brothers, ricercando l’impasto di strumentazioni classiche come quelle del banjo, del violino e della chitarra pedal steel con quelle elettriche di basso e chitarra, oltre che della batteria, in prospettiva di sonorità hard rock che fossero di richiamo per una platea più vasta di fruitori.
L’itinerario stilistico partì dall’easy listening del primo album, a cui contribuivano l’uso di chitarre acustiche e calde armonie vocali. Nel quadro del genere country seguì poi una parziale sterzata verso il rock e l’adozione di uno stile country-rock, per raggiungere a metà degli anni settanta un’alchimia unica che li vide interpreti di sonorità country pop. Gli ultimi due passaggi stilistici si ebbero con l’album Hotel California, contrassegnato da atmosfere che si lasciano alle spalle il country per deviare verso il rock, e con il successivo lavoro, che presenta un sound soft-pop affiancato al rock e in cui i fiati danno una dimensione sonora che si avvicina al rhythm and blues.

## Formazione

### Membri attuali
- Don Henley – voce, batteria, percussioni, chitarra (1971–1980, 1994–2016, 2017- presente)
- Joe Walsh – voce, chitarra, tastiera (1975–1980, 1994–2016, 2017-presente)
- Timothy B. Schmit – voce, basso, chitarra (1977–1980, 1994–2016, 2017-presente)

### Turnisti
- Deacon Frey – voce, chitarra (2017–presente)
- Vince Gill – voce, chitarra (2017–presente)
- John Corey – tastiera, cori, percussioni, chitarra (2017–presente)
- Will Henley – chitarra (2018–presente)
- Scott F. Crago – batteria, percussioni (1994–2016, 2017- presente)
- Steuart Smith – chitarra, mandolino, cori (2001–2016, 2017- presente)

### Membri passati
- Glenn Frey – voce, chitarra, tastiera, armonica (1971–1980, 1994–2016)
- Bernie Leadon – chitarra, voce, banjo, pedal steel, mandolino (1971–1975; tour 2013–2016)
- Randy Meisner – basso, voce, guitarrón (1971–1977)
- Don Felder – chitarra, mandolino, banjo, pedal steel (1974–1980, 1994–2001)

## Discografia

### Album in studio
- 1972 – Eagles
- 1973 – Desperado
- 1974 – On the Border
- 1975 – One of These Nights
- 1976 – Hotel California
- 1979 – The Long Run
- 2007 – Long Road Out of Eden

### Raccolte
- 1976 - Their Greatest Hits (1971-1975)
- 1982 - Eagles Greatest Hits, Vol.2
- 1984 - Hotel California/The Long Run
- 1985 - The Best of the Eagles
- 1988 - The Legend of Eagles
- 1994 - The Very Best of the Eagles (ristampato successivamente nel 2001)
- 2000 - Selected Works: 1972-1999
- 2003 - The Very Best Of (pubblicato anche come The Complete Greatest Hits)
- 2005 - Eagles
- 2013 - The Studio Albums 1972-1979
- 2018 - Legacy
- 2024 - To The Limit: The Essential Collection

### Album dal vivo
- 1980 - Eagles Live
- 1994 - Hell Freezes Over
- 2009 - New Zealand Concert (album non ufficiale)
- 2020 - Live from the Forum MMXVIII

## Videografia
- 1994 - Hell Freezes Over
- 2005 - Farewell 1 Tour - Live from Melbourne
- 2013 - History of the Eagles